# Бумердес (вилайет)
 Бумерде́с (араб. ولاية بومرداس‎, фр. Boumerdès) — вилайет в северной части Алжира.
Административный центр вилайета — город Бумердес (бывший Рош-Нуар).

## Географическое положение
Вилайет Бумердес расположен в горах Атлас на побережье Средиземного моря. Прибрежная полоса широкая, есть несколько рек.
Бумердес граничит с вилайетами Тизи-Узу на востоке, Буира на юго-востоке, Блида на юго-западе и Алжир на западе.

## История
Вилайет имеет длинную историю, на его территории сохранились остатки древних финикийских и римских городов.
21 мая 2003 года в 17:44 по местному времени на территории вилайета вблизи города Тении находился эпицентр разрушительного землетрясения с магнитудой 6,8 баллов. В результате этого землетрясения погибли 2268 человек, 10 147 человек были ранены и около 200 000 человек остались без крова.

## Административное деление
Вилайет разделен на 9 округов и 32 коммуны.

### Округа
| №                                       | Округ           | Административный центр | Число коммун | Площадь, км² | Население |
| --------------------------------------- | --------------- | ---------------------- | ------------ | ------------ | --------- |
| 1                                       | Баглия          | Баглия                 | 3            | 151,15       | 43 293    |
| 2                                       | Будуау          | Будуау                 | 5            | 183,01       | 134 402   |
| 3                                       | Бордж-Менайель  | Бордж-Менайель         | 4            | 275,13       | 126 886   |
| 4                                       | Бумердес        | Бумердес               | 3            | 83,53        | 80 656    |
| 5                                       | Деллис          | Деллис                 | 3            | 129,93       | 56 162    |
| 6                                       | Хемис-эль-Хешна | Хемис-эль-Хешна        | 4            | 189,85       | 182 146   |
| 7                                       | Иссер           | Иссер                  | 4            | 190,31       | 88 117    |
| 8                                       | Насирия         | Насирия                | 2            | 85,38        | 30 116    |
| 9                                       | Тения           | Тения                  | 4            | 167,87       | 59 287    |
|                                         | Всего           |                        | 32           | 1456,16      | 801 068   |
| Расположение округов на карте вилайета. |                 |                        |              |              |           |